# La Rose de Fer
La Rose de Fer ("La rosa de hierro") es una película francesa de 1973 dirigida por Jean Rollin. Es su primer film sin vampiros.
La película fue reeditada en DVD en sucesiones ocasiones, con un aspecto de ratio 1.62:1. En Francia como parte de una colección de Jean Rollin, y en el resto de Europa en el 2005. En Estados Unidos el 25 de septiembre de 2007 junto con un corto titulado "Les Pays Loins".

## Argumento
Una chica y un chico que se enamoran, deciden citarse entre las vías de una línea de ferrocarriles. Posteriormente meriendan en el campo y pasean con bicicletas. Finalmente acaban en un cementerio de las afueras, donde deciden entrar. Una vez dentro, pasean dándose cuenta de lo extenso que es el cementerio. El morbo los hace sucumbir en una escena de sexo en el interior de una fosa abandonada. Mientras, un payaso pone flores en una cripta, y una vieja cierra las puertas de entrada al cementerio. Cuando la pareja sale de la fosa, se ha hecho de noche y trata de salir del cementerio, pero no encuentran la salida, empezando a asustarse cada vez más, llegando a la histeria y dibujándose poco a poco un destino fatal para la pareja.